# 魚粉

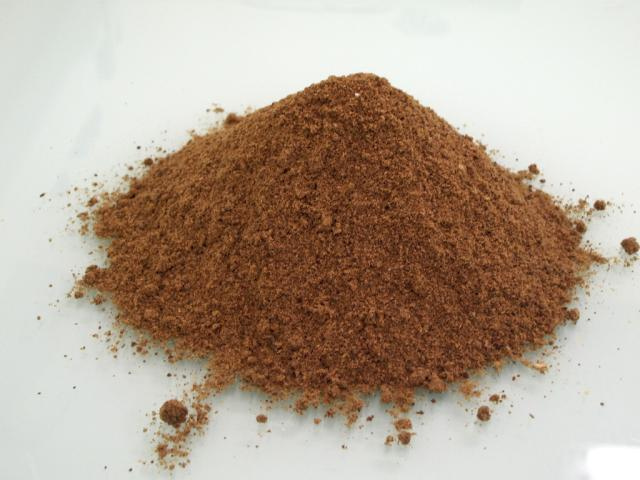
魚粉

魚粉（fishmeal）是把魚可供人食用的部分除去後、或者缺乏市場價值的全魚，通過將魚或魚邊角料乾燥然後研磨加工而成的商業產品。魚粉呈棕色粉末狀或餅狀，如果使用的魚是富含脂肪的魚，則首先要壓榨以提取大部分魚油。
魚粉的用途在於其含豐富蛋白質，可以作動物飼料。全球年產量為630萬噸，主要生產國為秘魯、智利、中國、泰國、美國、日本和丹麥 (2004年)。

## 歷史
魚副產品歷史上曾被用來餵養家禽、豬和其他養殖魚類。14世紀初的《馬可·波羅遊記》中提到了一種原始形式的魚粉：「他們讓牛、牛、羊、駱駝和馬以乾魚為食，並定期向他們提供乾魚，他們吃這些乾魚。挪威早在西元 800 年左右就開始使用鯡魚作為工業原料；採用了一種非常原始的工藝，用木板和石頭從鯡魚中榨油。

## 外部連結
- 魚粉資訊網絡 （页面存档备份，存于）